# Björn Vikström

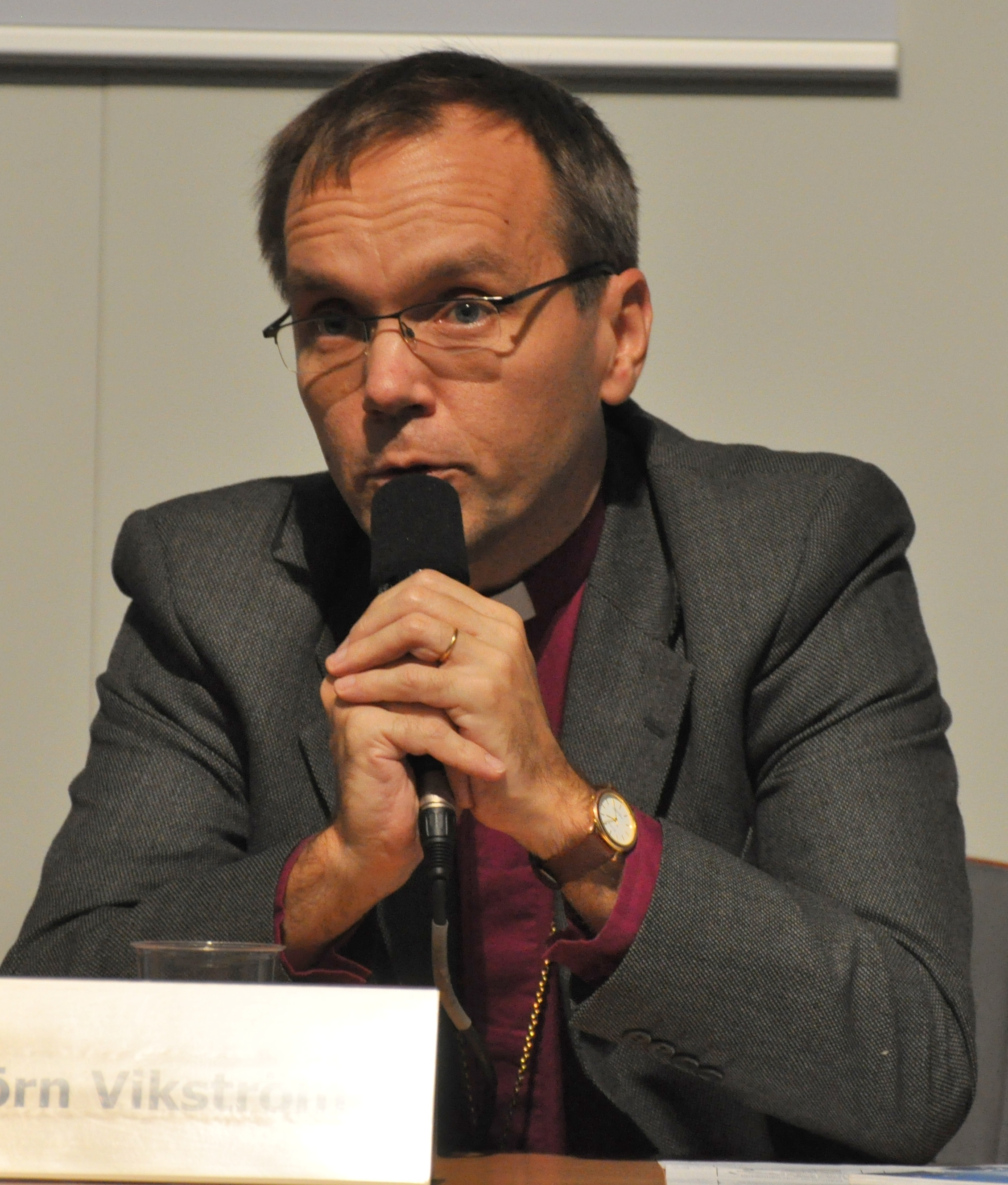
Björn Vikström (2010)

Björn Vikström (* 17. Juli 1963 in Turku, Finnland) ist ein finnischer Theologe und Geistlicher. Er war von 2009 bis 2019 Bischof des schwedischsprachigen Bistums Borgå in der Evangelisch-Lutherischen Kirche Finnlands.

## Leben
Vikström, ein Sohn des Erzbischofs John Vikström, studierte nach seiner Schulzeit evangelische Theologie an der Åbo Akademi in Turku. Nach dem Magisterexamen wurde er 1988 ordiniert. Nach drei Jahren in einer schwedischsprachigen Gemeinde in Helsinki war er von 1991 bis 2006 Kaplan in Kimito, unterbrochen von einer dreijährigen Freistellung zur Anfertigung einer Dissertation, aufgrund derer er im Jahr 2000 an der Åbo Akademi zum Dr. theol. promoviert wurde. Dort arbeitete er ab 2006 in einem Forschungsprojekt zur Umweltethik. 
2009 wurde Vikström als Nachfolger von Gustav Björkstrand zum Bischof des Bistums Borgå gewählt und am 29. November durch Erzbischof Jukka Paarma geweiht. Da er schon bei Amtsantritt angekündigt hatte, nur zehn Jahre lang amtieren zu wollen, gab er zum 1. September 2019 sein Bischofsamt auf, um eine Stelle als Dozent für Ethik und Religionsphilosophie an der Åbo Akademi zu übernehmen.